# Salvia lemmonii
Salvia lemmonii är en kransblommig växtart som beskrevs av Asa Gray. Salvia lemmonii ingår i släktet salvior, och familjen kransblommiga växter. Inga underarter finns listade i Catalogue of Life.